# Kosovo KS16
KS16 är den 16:e Svenska Kontingenten i Kosovo; en fredsbevarande enhet som Sverige skickade till Kosovo. 
Den 16:e Svenska Kontingenten Kosovo bestod av strax över 350 män och kvinnor.
Den största delen av personalen var grupperad vid Camp Victoria, i Hajvalia utanför Pristina.

## Förbandsdelar
- Kontingentschef: Övlt Olof Johansson
- B-Coy (mekaniserat skyttekompani): Chef Jon Hermansson
- Log-Coy: Chef J. Björklund